# Вільям Трост-Еконг
Вільям Трост-Еконг (англ. William Troost-Ekong, нар. 1 вересня 1993, Гарлем) — нігерійський та нідерландський футболіст, захисник, півзахисник саудівського клубу «Аль-Холод» та національної збірної Нігерії.

## Клубна кар'єра
Народився 1 вересня 1993 року в місті Гарлем у сім'ї вихідця з Нігерії та нідерландки. Він почав професійну кар'єру в футбольних академіях англійських клубів «Фулгем» та «Тоттенгем Готспур». У 2011 році Вільям почав виступати за дублерів «шпор», але за основну команду він так і не дебютував. В 2013 році після закінчення контракту Трост-Еконг повернувся на батьківщину, де 2013 року уклав дворічний контракт з клубом «Гронінген», але за команду провів лише два матчі, а быльшу частину часу взагалі провів в оренді виступаючи за інший нідерландський клуб «Дордрехт», у складі якого провів 32 матчі.
У 2015 році приєднався до бельгійського клубу «Гент», але відразу опинився в оренді у норвезького клубу «Гаугесун» за який відіграв другу половину сезону 2015 та сезон 2016 року. Загалом в його активі 37 матчів та три голи.
На початку 2017 року повернувся в «Гент», за який до кінця сезону 2016/17 встиг відіграти 8 матчів у національному чемпіонаті. Після цього у липні 2017 року Трост-Еконг підписав контракт з турецьким клубом «Бурсаспор».
17 серпня 2018 року приєднався до італійського «Удінезе». У складі команди з Удіне протягом двох сезонів був гравцем основного складу.
29 вересня 2020 року уклав п'ятирічний контракт з «Вотфордом», командою англійського Чемпіоншипу.
24 січня 2023 року на правах оренди перейшов до італійського клубу «Салернітана» до кінця поточного сезону.
У липні 2023 року перейшов до грецького клубу ПАОК.
23 серпня 2024 року нігерієць перейшов до саудівського клубу «Аль-Холод».

## Виступи за збірні
2011 року дебютував у складі юнацької збірної Нідерландів, взяв участь в одній грі на юнацькому рівні.
2013 року залучався до складу молодіжної збірної Нідерландів. На молодіжному рівні зіграв у 2 офіційних матчах.
У 2015 році Вільям отримав пропозицію від Федерації футболу Нігерії виступати за батьківщину свого батька і прийняв її. 8 вересня 2015 року в товариському матчі проти збірної Нігеру Трост-Еконг дебютував за збірну Нігерії.
2016 року захищав кольори олімпійської збірної Нігерії. У складі цієї команди провів 6 матчів та був учасником футбольного турніру на Олімпійських іграх 2016 року у Ріо-де-Жанейро, на якому команда здобула бронзові олімпійські нагороди.
Згодом у складі збірної був учасником чемпіонату світу 2018 року у Росії. У товариському матчі-підготовці до цього «мундіалю» 28 травня 2018 року в поєдинку проти збірної ДР Конго він забив свій перший гол за національну команду.
Наступного року був основним гравцем команди на тогорічному Кубку африканських націй, де допоміг їй здобути бронзові нагороди. Через чотири роки став срібним призером Кубку африканських націй, Вільям також визнаний найкращим гравцем турніру.
| Дата       | Місто           | Господарі                        | Результат               | Гості                            | Турнір                                             | Голи | Примітки      |
| ---------- | --------------- | -------------------------------- | ----------------------- | -------------------------------- | -------------------------------------------------- | ---- | ------------- |
| 13-6-2015  | Кадуна          | Нігерія                          | 2 – 0                   | Чад                              | Відбір до Кубка африканських націй 2017            | -    |               |
| 5-9-2015   | Дар-ес-Салам    | Танзанія                         | 0 – 0                   | Нігерія                          | Відбір до Кубка африканських націй 2017            | -    |               |
| 8-10-2015  | Візе            | Нігерія                          | 0 – 2                   | Республіка Конго                 | товариський матч                                   | -    |               |
| 27-5-2016  | Ле-Петі-Кевії   | Нігерія                          | 1 – 0                   | Малі                             | товариський матч                                   | -    |               |
| 31-5-2016  | Люксембург      | Люксембург                       | 1 – 3                   | Нігерія                          | товариський матч                                   | -    | 70'           |
| 3-9-2016   | Уйо             | Нігерія                          | 1 – 0                   | Танзанія                         | Відбір до Кубка африканських націй 2017            | -    |               |
| 9-10-2016  | Ндола           | Замбія                           | 1 – 2                   | Нігерія                          | Відбір до ЧС 2018                                  | -    |               |
| 12-11-2016 | Уйо             | Нігерія                          | 3 – 1                   | Алжир                            | Відбір до ЧС 2018                                  | -    |               |
| 23-3-2017  | Лондон          | Нігерія                          | 1 – 1                   | Сенегал                          | товариський матч                                   | -    |               |
| 1-6-2017   | Сен-Ле-ла-Форе  | Нігерія                          | 3 – 0                   | Того                             | товариський матч                                   | -    |               |
| 10-6-2017  | Уйо             | Нігерія                          | 0 – 2                   | ПАР                              | Відбір до Кубка африканських націй 2019            | -    |               |
| 1-9-2017   | Уйо             | Нігерія                          | 4 – 0                   | Камерун                          | Відбір до ЧС 2018                                  | -    |               |
| 4-9-2017   | Яунде           | Камерун                          | 1 – 1                   | Нігерія                          | Відбір до ЧС 2018                                  | -    |               |
| 7-10-2017  | Уйо             | Нігерія                          | 1 – 0                   | Замбія                           | Відбір до ЧС 2018                                  | -    |               |
| 10-11-2017 | Константіна     | Алжир                            | 1 – 1                   | Нігерія                          | Відбір до ЧС 2018                                  | -    |               |
| 14-11-2017 | Краснодар       | Аргентина                        | 2 – 4                   | Нігерія                          | товариський матч                                   | -    |               |
| 23-3-2018  | Вроцлав         | Польща                           | 0 – 1                   | Нігерія                          | товариський матч                                   | -    | кап.          |
| 27-3-2018  | Лондон          | Нігерія                          | 0 – 2                   | Сербія                           | товариський матч                                   | -    |               |
| 28-5-2018  | Порт-Гаркорт    | Нігерія                          | 1 – 1                   | ДР Конго                         | товариський матч                                   | 1    |               |
| 2-6-2018   | Лондон          | Англія                           | 2 – 1                   | Нігерія                          | товариський матч                                   | -    |               |
| 6-6-2018   | Швехат          | Нігерія                          | 0 – 1                   | Чехія                            | товариський матч                                   | -    |               |
| 16-6-2018  | Калінінград     | Хорватія                         | 2 – 0                   | Нігерія                          | ЧС 2018 - 1-й етап                                 | -    | 70'           |
| 22-6-2018  | Волгоград       | Нігерія                          | 2 – 0                   | Ісландія                         | ЧС 2018 - 1-й етап                                 | -    |               |
| 26-6-2018  | Санкт-Петербург | Нігерія                          | 1 – 2                   | Аргентина                        | ЧС 2018 - 1-й етап                                 | -    |               |
| 13-10-2018 | Кадуна          | Нігерія                          | 4 – 0                   | Лівія                            | Відбір до Кубка африканських націй 2019            | -    | 84'           |
| 16-10-2018 | Сфакс           | Лівія                            | 2 – 3                   | Нігерія                          | Відбір до Кубка африканських націй 2019            | -    |               |
| 17-11-2018 | Йоганнесбург    | ПАР                              | 1 – 1                   | Нігерія                          | Відбір до Кубка африканських націй 2019            | -    |               |
| 20-11-2018 | Асаба           | Нігерія                          | 0 – 0                   | Уганда                           | товариський матч                                   | -    | 46'           |
| 23-3-2019  | Асаба           | Нігерія                          | 3 – 1                   | Сейшельські Острови              | Відбір до Кубка африканських націй 2019            | -    |               |
| 26-3-2019  | Асаба           | Нігерія                          | 1 – 0                   | Єгипет                           | товариський матч                                   | -    | кап.          |
| 8-6-2019   | Асаба           | Нігерія                          | 0 – 0                   | Зімбабве                         | товариський матч                                   | -    | 46'           |
| 16-6-2019  | Ісмаїлія        | Сенегал                          | 1 – 0                   | Нігерія                          | товариський матч                                   | -    |               |
| 22-6-2019  | Александрія     | Нігерія                          | 1 – 0                   | Бурунді                          | Кубок африканських націй 2019 - 1-й етап           | -    |               |
| 30-6-2019  | Александрія     | Мадагаскар                       | 2 – 0                   | Нігерія                          | Кубок африканських націй 2019 - 1-й етап           | -    |               |
| 6-7-2019   | Александрія     | Нігерія                          | 3 – 2                   | Камерун                          | Кубок африканських націй 2019 - 1/8 фіналу         | -    |               |
| 10-7-2019  | Каїр            | Нігерія                          | 2 – 1                   | ПАР                              | Кубок африканських націй 2019 - чвертьфінал        | 1    |               |
| 14-7-2019  | Каїр            | Алжир                            | 2 – 1                   | Нігерія                          | Кубок африканських націй 2019 - півфінал           | -    |               |
| 17-7-2019  | Каїр            | Туніс                            | 0 – 1                   | Нігерія                          | Кубок африканських націй 2019 - матч за 3-тє місце | -    |               |
| 10-9-2019  | Дніпро          | Україна                          | 2 – 2                   | Нігерія                          | товариський матч                                   | -    | 87'           |
| 13-10-2019 | Сінгапур        | Бразилія                         | 1 – 1                   | Нігерія                          | товариський матч                                   | -    | кап.          |
| 13-11-2019 | Уйо             | Нігерія                          | 2 – 1                   | Бенін                            | Відбір до Кубка африканських націй 2021            | -    | кап.          |
| 17-11-2019 | Масеру          | Лесото                           | 2 – 4                   | Нігерія                          | Відбір до Кубка африканських націй 2021            | -    | кап.          |
| 9-10-2020  | Клагенфурт      | Нігерія                          | 0 – 1                   | Алжир                            | товариський матч                                   | -    | кап. 27'      |
| 13-11-2020 | Бенін-Сіті      | Нігерія                          | 4 – 4                   | Сьєрра-Леоне                     | Відбір до Кубка африканських націй 2021            | -    |               |
| 17-11-2020 | Фрітаун         | Сьєрра-Леоне                     | 0 – 0                   | Нігерія                          | Відбір до Кубка африканських націй 2021            | -    |               |
| 27-3-2021  | Котону          | Бенін                            | 0 – 1                   | Нігерія                          | Відбір до Кубка африканських націй 2021            | -    |               |
| 30-3-2021  | Абеокута        | Нігерія                          | 3 – 0                   | Лесото                           | Відбір до Кубка африканських націй 2021            | -    | кап. 90'      |
| 4-6-2021   | Вінер-Нойштадт  | Нігерія                          | 0 – 1                   | Камерун                          | товариський матч                                   | -    | кап. 90'      |
| 3-9-2021   | Лагос           | Нігерія                          | 2 – 0                   | Ліберія                          | Відбір до ЧС 2022                                  | -    | кап.          |
| 7-10-2021  | Лагос           | Нігерія                          | 0 – 1                   | Центральноафриканська Республіка | Відбір до ЧС 2022                                  | -    |               |
| 10-10-2021 | Бангі           | Центральноафриканська Республіка | 0 – 2                   | Нігерія                          | Відбір до ЧС 2022                                  | -    |               |
| 13-11-2021 | Монровія        | Ліберія                          | 0 – 2                   | Нігерія                          | Відбір до ЧС 2022                                  | -    | кап.          |
| 16-11-2021 | Лагос           | Нігерія                          | 1 – 1                   | Кабо-Верде                       | Відбір до ЧС 2022                                  | -    | кап.          |
| 11-1-2022  | Гаруа           | Нігерія                          | 1 – 0                   | Єгипет                           | Кубок африканських націй 2021 - 1-й етап           | -    | кап.          |
| 15-1-2022  | Гаруа           | Нігерія                          | 3 – 1                   | Судан                            | Кубок африканських націй 2021 - 1-й етап           | -    | кап.          |
| 19-1-2022  | Гаруа           | Гвінея-Бісау                     | 0 – 2                   | Нігерія                          | Кубок африканських націй 2021 - 1-й етап           | 1    | кап.          |
| 23-1-2022  | Гаруа           | Нігерія                          | 0 – 1                   | Туніс                            | Кубок африканських націй 2021 - чвертьфінал        | -    | кап.          |
| 25-3-2022  | Кумасі          | Гана                             | 0 – 0                   | Нігерія                          | Відбір до ЧС 2022                                  | -    | кап.          |
| 29-3-2022  | Абуджа          | Нігерія                          | 1 – 1                   | Гана                             | Відбір до ЧС 2022                                  | 1    | кап.          |
| 28-5-2022  | Арлінгтон       | Мексика                          | 2 – 1                   | Нігерія                          | товариський матч                                   | -    | кап. 56' (аг) |
| 3-6-2022   | Гаррісон        | Еквадор                          | 1 – 0                   | Нігерія                          | товариський матч                                   | -    | кап.          |
| 9-6-2022   | Абуджа          | Нігерія                          | 2 – 1                   | Сьєрра-Леоне                     | Відбір до Кубка африканських націй 2023            | -    | кап. 82'      |
| 17-11-2022 | Лісабон         | Португалія                       | 4 – 0                   | Нігерія                          | товариський матч                                   | -    | кап.          |
| 8-1-2024   | Абу-Дабі        | Гвінея                           | 2 – 0                   | Нігерія                          | товариський матч                                   | -    | кап.          |
| 14-1-2024  | Абіджан         | Нігерія                          | 1 – 1                   | Екваторіальна Гвінея             | Кубок африканських націй 2023 - 1-й етап           | -    | кап.          |
| 18-1-2024  | Абіджан         | Кот-д'Івуар                      | 0 – 1                   | Нігерія                          | Кубок африканських націй 2023 - 1-й етап           | 1    | кап.          |
| 27-1-2024  | Абіджан         | Нігерія                          | 2 – 0                   | Камерун                          | Кубок африканських націй 2023 - 1/8 фіналу         | -    | кап.          |
| 2-2-2024   | Абіджан         | Нігерія                          | 1 – 0                   | Ангола                           | Кубок африканських націй 2023 - чвертьфінал        | -    | кап.          |
| 7-2-2024   | Буаке           | Нігерія                          | 1 – 1 д.ч. (4 – 2 п.п.) | ПАР                              | Кубок африканських націй 2023 - півфінал           | 1    | кап. 120'     |
| 12-2-2024  | Абіджан         | Нігерія                          | 1 – 2                   | Кот-д'Івуар                      | Кубок африканських націй 2023 - Фінал              | 1    | кап.          |
| Усього     |                 | Матчів                           | 71                      |                                  | Голів                                              | 7    |               |

## Титули і досягнення
Нігерія (ол.)
- Бронзовий призер Олімпійських ігор (1): 2016.

Нігерія
Кубок африканських націй
- Срібний призер (1): 2023
- Бронзовий призер (1): 2019